# Varronia macrocephala
Varronia macrocephala är en strävbladig växtart som beskrevs av Nicaise Auguste Desvaux. Varronia macrocephala ingår i släktet Varronia och familjen strävbladiga växter. Inga underarter finns listade i Catalogue of Life.